# عثمان نوري هادزيتش
عثمان نوري هادزيتش (28 يونيو 1869 – 23 ديسمبر 1937) هو مثقف وكاتب بوسني. في 1 أيار / مايو عام 1900 شارك في إطلاق مجلة بيهار السياسية مع مجموعة من الكتاب.

## السيرة الذاتية
تلقى هادزيتش تعليمه في سراييفو وفيينا وزغرب، حيث حصل على شهادة الدبلوم في عام 1899. خدم لأول مرة في محكمة مقاطعة موستار مسقط رأسه، وكذلك سراييفو. خدم هادزيتش في وقت لاحق في الحكومة المحلية في سراييفو. خلال الحرب العالمية الأولى، كان مديرًا في كوساريسكا دوبيكسا وبانيا لوكا، حيث كان يقطن عندما انهارت الإمبراطورية النمساوية المجرية.

## الحياة الشخصية
هادزيتش لديه أربع بنات، إحداهن (4 مارس 1904 – 24 أكتوبر 1993) كانت مغنية سوبرانو.

## أعماله
- (محمد والقرآن: كتاب تاريخي ثقافي إسلامي، 1931)